# Sala Argentina
El 9 de juny de 1910 va obrir les portes la Sala Argentina, ubicada al carrer de Sant Pau, 64 de Barcelona, al solar de la Casa Galera, una antiga presó de dones. Actualment és la plaça de Salvador Seguí, compartint espai amb la Filmoteca de Catalunya.
El 25 de desembre del 1910 es va convertir en “sucursal” del cine Victoria, acció que va portar estabilitat al local. Entre el 1914 i el 1927 va treballar amb el Dorado i l'Excelsior. I des del 1930 va programar amb el Padró.
L'1 de gener de 1935 va canviar passar a anomenar-se Florida.